# Mlini
Mlini su naselje u općini Župa dubrovačka u Dubrovačko-neretvanskoj županiji.

## Zemljopisni položaj
Mlini su smješteni u prekrasnoj uvali Župskog zaljeva, 7 km jugoistočno od Dubrovnika, pored Jadranske turističke ceste, između naselja Srebreno i Plat.

## Naziv
Mlini su dobili ime zahvaljujući mlinovima izgrađenim na potocima koji protiču kroz mjesto.

## Povijest
Tijekom Domovinskog rata Mlini su bili pod okupacijom JNA i četničkih postrojbi te je mjesto skoro u potpunosti bilo uništeno, popljačkano i popaljeno.

## Gospodarstvo
Gospodarstvo u Mlinima se zasniva na turizmu, ugostiteljstvu i ribarstvu. Mlini obiluju malim šljunčanim plažama, a u mjestu se nalazi i mala luka s dokom za prihvat izletničkih brodica.
Mlini imaju tri hotela, hotel Mlini, Astarea i Shereton, koji zapošljavaju većinu domicilnog stanovništva.
Kod Mlina se nalazi mala hidroelektrana Zavrelje.

## Stanovništvo
U Mlinima prema popisu stanovnika iz 2011. godine živi 943 stanovnika uglavnom Hrvata katoličke vjeroispovjesti.
| broj stanovnika | 101   |       | 116   | 120   | 117   | 114   |       |       | 117   | 155   | 142   | 356   |       |       | 834   | 943   | 933   |
|                 | 1857. | 1869. | 1880. | 1890. | 1900. | 1910. | 1921. | 1931. | 1948. | 1953. | 1961. | 1971. | 1981. | 1991. | 2001. | 2011. | 2021. |

## Šport
- Vaterpolo klub Gusar
- Boćarski klub Hidroelektrana Dubrovnik
- Boćarski klub Rijeka (Mlini)
- AK Župa dubrovačka, automobilizam
- ŽOK Župa dubrovačka

## Vanjske poveznice
- VK "Gusar"